# Ели Маркеш
Ели Маркеш (на португалски: Elidiano Marques Lima, Елидиано Маркеш Лима) е бразилски футболист, полузащитник. Роден е на 14 март 1982 г. в град Ибирите, Бразилия. Започва кариерата си в бразилския ФК Сосиал. Футболист и помощник-треньор на Оборище (Панагюрище) .